# Clavularia durum
Clavularia durum is een zachte koraalsoort uit de familie Clavulariidae. De koraalsoort komt uit het geslacht Clavularia. Clavularia durum werd in 1930 voor het eerst wetenschappelijk beschreven door Hickson. 